# NO SIDE ACTION
「NO SIDE ACTION」(ノーサイド アクション)は、UP-BEATの5枚目のシングルである。

## 解説
- 表題曲『NO SIDE ACTION』は『桃色学園都市宣言!!』1988年1月度オープニングテーマ
- シングルとしては本作よりCD盤(8cmCDシングル)の製造・発売を開始した（それまではアナログレコード(EP或いは12inch)のみでの発売だった）。

## 収録曲
| 全作詞・作曲: 広石武彦。 |                    |          |            |                     |      |
| #                        | タイトル           | 作詞     | 作曲・編曲 | 編曲                | 時間 |
| 1.                       | 「NO SIDE ACTION」 | 広石武彦 | 広石武彦   | UP-BEAT・西平彰     | 3:44 |
| 2.                       | 「SAYONARA SEKAI」 | 広石武彦 | 広石武彦   | UP-BEAT・佐久間正英 | 4:55 |